# Рахмановка (Воронежская область)
Рахмановка — хутор в Бутурлиновском районе Воронежской области России. Входит в состав Нижнекисляйского городского поселения.

## Население
| 2010 |
| ---- |
| 0    |